# Улица Сталеваров (Москва)
Улица Сталева́ров — улица на востоке Москвы в районе Ивановское Восточного административного округа. Проходит от шоссе Энтузиастов до перекрёстка с улицей Молостовых, Зелёным проспектом и Фрязевской улицей. Образует Т-образные перекрёстки с Саянской улицей, Проектируемым проездом № 5203 и Прокатной улицей. Связана с МКАД и с городом Реутов развязкой «Ивановский мост», которая включила в себя прежний путепровод (эстакаду) над МКАД от продолжения Саянской улицы в Реутов.
Название получила в 1968 году в связи с ее застройкой домами для рабочих-металлургов завода «Серп и Молот». В 1977 году в состав улицы была включена упраздненная Мартеновская улица (название было перенесено на 10-й проспект Новогиреево и Левоокружной проезд).

## Учреждения
- Храм Рождества Иоанна Предтечи в Ивановском
- воскресная школа
- автобусная станция «Ивановское»
- детский сад — прогимназия № 868
- школа № 1504
- библиотека № 10 имени А. А. Блока ЦБС № 3 ВАО
- школы № 405 и № 411
- детский и юношеский клуб ЮНЕСКО «Сфера»
- мебельный магазин «Амистад»
- Российский государственный социальный университет
- частная школа «Общеобразовательный центр ЭОС»
- электродепо метрополитена «Новогиреево»

## Особенности
В пространстве между МКАД и улицей Сталеваров (дома № 16 и № 18к1) и расположен Новогиреевский пруд (другое название — пруд на улице Сталеваров). Площадь пруда составляет около 3 Га. Прежде был одним из водоемов-карьеров на водоразделе рек Серебрянка и Рудневка. Берега пруда изначально были выложены бетонными плитами, прибрежная зона долгое время была замусорена. В 2019 году в рамках программы городского благоустройства «Мой район» пруд был полностью очищен, территория вокруг приведена в порядок: береговую линию отсыпали, установили заграждение, проложили прогулочные дорожки. В настоящее время пруд активно используется для ловли рыбы.

## Общественный транспорт
По разным частям улицы проходят автобусы 17 (Реутов), 20, 110 (Балашиха), 133, 193 (Балашиха), 237, 662, 833.